# Epiphragma imitans
Epiphragma imitans är en tvåvingeart som beskrevs av Alexander 1913. Epiphragma imitans ingår i släktet Epiphragma och familjen småharkrankar. Inga underarter finns listade i Catalogue of Life.